# Ескондида
Ескондида — найбільший у світі мідний рудник, розташований в Чилі, у пустелі Атакама.

## Технологія розробки
У 2003 році виробництво міді на Ескондида становило 1,05 млн т (в концентратах і мідних катодах).
Повна потужність рудника — 1,25 тис. т міді на рік досягнута в 2004 р. ВНР Billiton має в Ескондиді частку в 57,5 %; 30 % належить компанії Rio Tinto, 10 % — японському консорціуму (10 %) і 2,5 % — International Finance Corp.